# 琴似車站 (JR北海道)
琴似車站（日语：／ Kotoni eki */?）是由北海道旅客鐵道（JR北海道）所經營的鐵路車站，位於日本北海道札幌市西區。本站是JR北海道函館本線的沿線車站，位於JR北海道本社（札幌總部）的直轄範圍，並由JR北海道直接派駐人員營運。
站名源自阿伊努語的「kot-ne-i」，意思是「凹陷的地方」。

## 簡介
本站是札幌市西區的主車站，包括機場號（エアポート）與二世谷快車等快速列車皆有在本站停靠。每日平均上下車旅客數超過五位數，是JR北海道下轄的諸多車站之中旅運量第四大的車站。
除了JR所屬的琴似車站外，札幌市營地下鐵東西線沿線也存在一相同站名的地下鐵車站。兩站之間相聚約在800公尺左右，因此可利用步行方式互相轉車。

## 車站結構

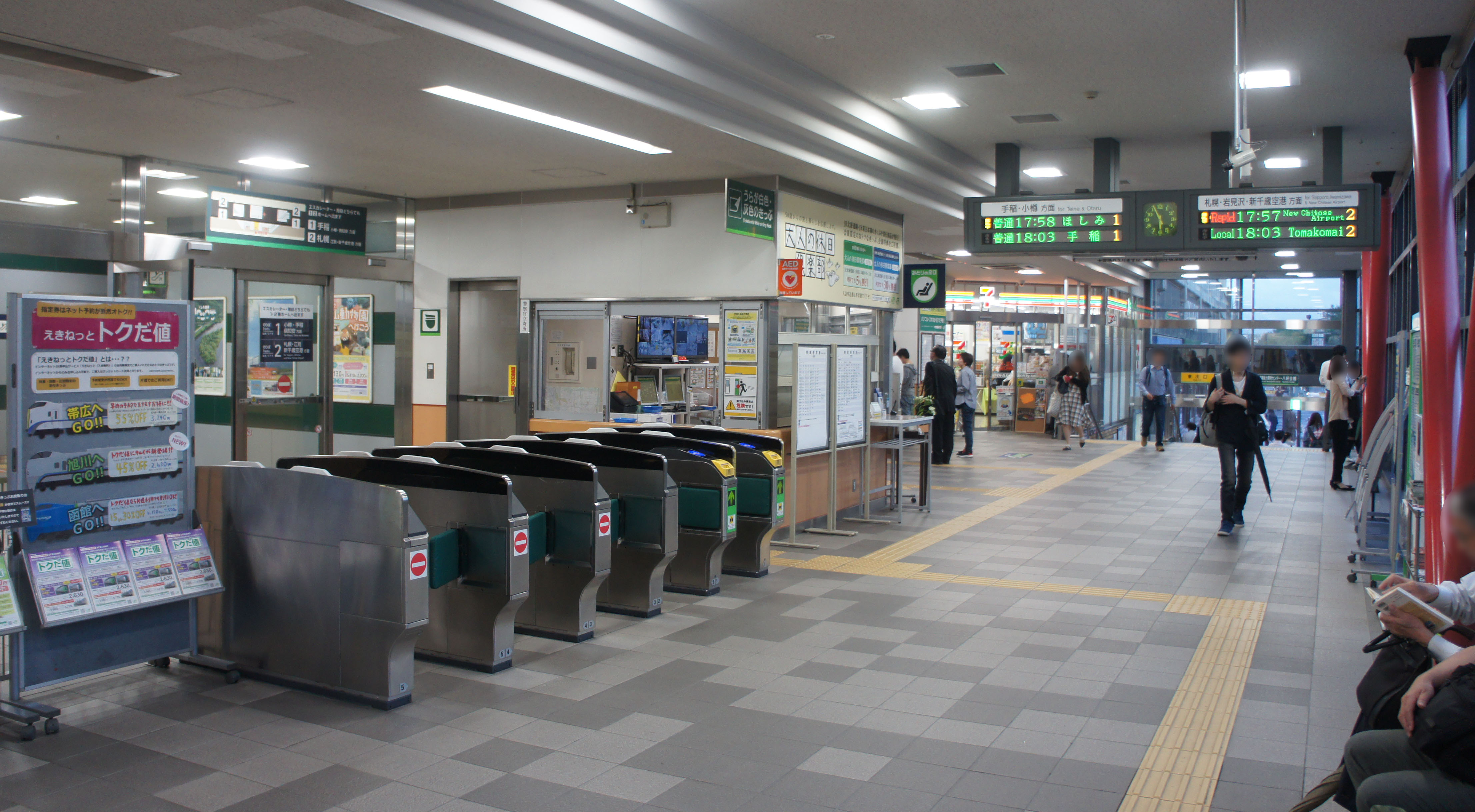
驗票閘口（2018年8月）

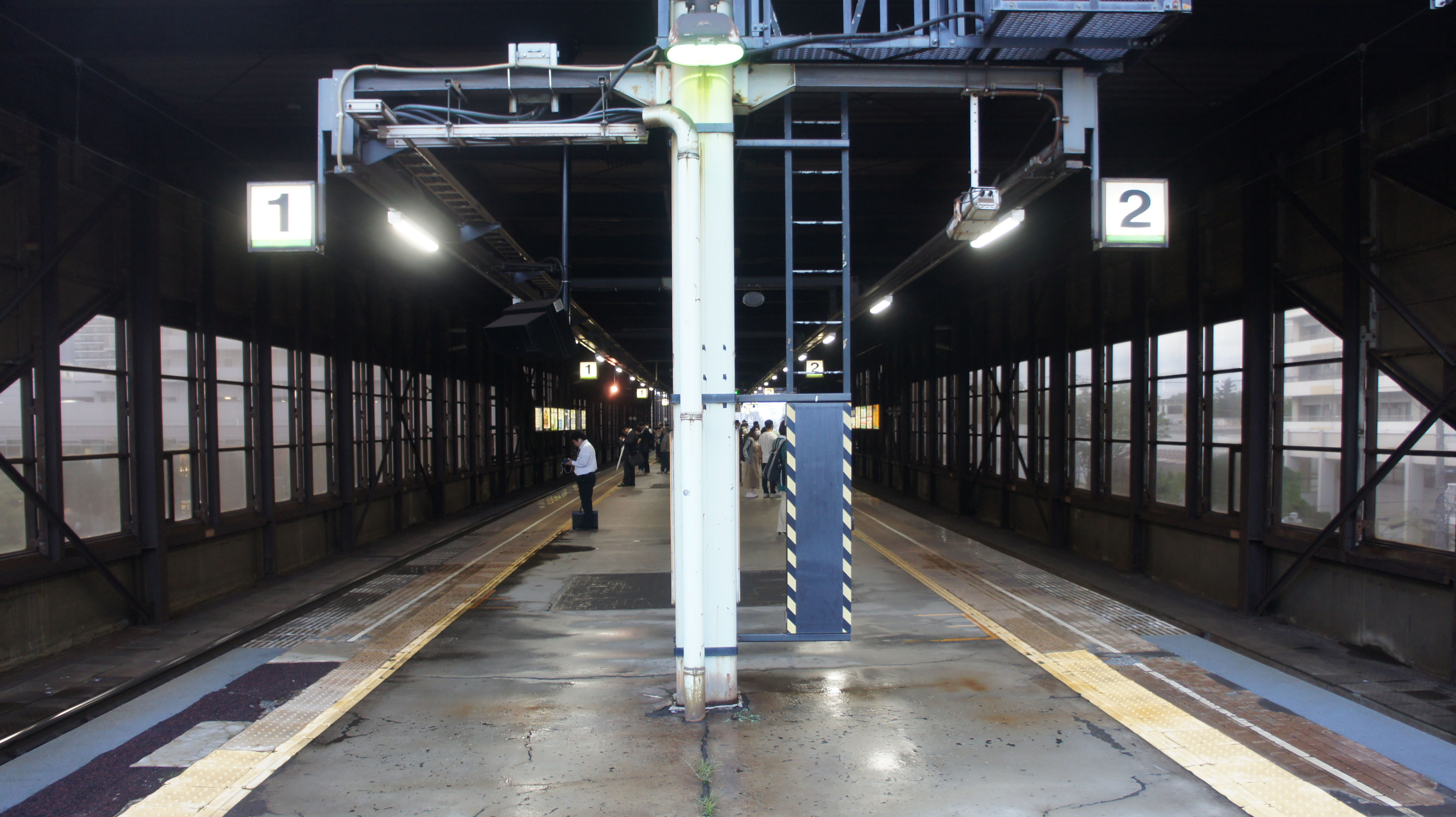
1號與2號月台（2018年8月）

本站為擁有島式月台1面2線與無月台折返線的高架車站。站內的月台與相鄰的桑園站和札幌站同樣以屋頂和牆壁覆蓋。

### 月台配置
| 月台 | 路線      | 方向 | 目的地                       |
| ---- | --------- | ---- | ---------------------------- |
| 1    | ■函館本線 | 上行 | 手稻、小樽、俱知安方向       |
| 2    | ■函館本線 | 下行 | 札幌、岩見澤、新千歲機場方向 |

## 相鄰車站
北海道旅客鐵道（JR北海道）
■函館本線
□Home Liner
通過
■快速「機場」、「Niseko Liner」、■區間快速「石狩Liner」
手稻（S07）－琴似（S03）－札幌（01）
■普通（包含所有在札幌車站以東路段又改為快速或區間快速的列車）
發寒中央（S04）－琴似（S03）－桑園（S02）